# JOURNEY (THE ALFEEのアルバム)
『JOURNEY』（ジャーニー）は、1992年4月29日発売されたTHE ALFEE15枚目のオリジナルアルバム。

## 収録曲と楽曲解説
全曲　作詞・作曲：高見沢俊彦、編曲：THE ALFEE
1. JOURNEY
イントロは、蒸気機関車の汽笛の音を模した高見沢のドリル奏法（ドリルのモーターから発生するノイズをエレキギターのピックアップで拾ったもの）で始まる。ライブでは実際にドリルを用いてイントロを演奏することが多い。
2. 悲しみの雨が降る
3. Promised Love
THE ALFEE最大のヒット曲。
4. Journeyman
5. シュプレヒコールに耳を塞いで
坂崎幸之助によるオープンチューニングのアコースティックギターを前面にフィーチャーした、メンバーが目の当たりにしてきた学生運動をテーマとした曲。ライブではギターソロで高見沢と坂崎によるギターバトルが行われている。
6. いつも君がいた
7. King's Boogie
メンバーの桜井賢が敬愛して止まないF1ドライバー、アイルトン・セナをイメージした曲。
8. ひとりぼっちのPretender
2023年発売のベスト・アルバム『SINGLE CONNECTION & AGR - Metal & Acoustic -』で「Acoustic Ver.」として再録された。
9. 君に逢ったのはいつだろう
フジテレビ主催恐竜展『最後の恐竜王国』テーマソング。高見沢は以前ラジオで、「発売から約24年後の2016年に公開されたアニメ映画『君の名は。』と所々の歌詞が共通している(『彗星が近づいた夏』、『時を越え　星に導かれ　やっと逢えたんだね』等)。」と言及したことがある。
10. Someday (London Re-mix)
大阪国際女子マラソン1992イメージソングをリミックスした。
「Promised Love」カップリング曲。
11. 壁の向こうのFreedom -24th March,1989-
1989年秋「RESISTANCEツアー」で初披露。本作で漸く収録された。
ベルリンの壁崩壊をテーマとしている。
ライヴではアレンジ変更ヴァージョンで演奏されたことがある。
ベルリン公演では上記のライヴ・アレンジをベースに、「Freedom On The Other Side Of The Wall」のタイトル、英詞ヴァージョンで披露された。
高見沢のソロ・ヴァージョンも存在する(「Berlin Calling」に収録)。

## 参加ミュージシャン
- THE ALFEE
  - 高見沢俊彦
  - 桜井賢
  - 坂崎幸之助
  - 長谷川浩二（Drums）
  - 菊地圭介（Keyboards）

- 佐藤準（編曲 & Keyboards）#6
- 服部隆之（Strings arrangement） #11

## カタログ
- CD:PCCA-00362 2,913円（税抜価格）

## 関連作品
「JOURNEY」、「Promised Love」を収録したミュージックビデオが発売された。
- Video Clips VICTORY（VHS・LD・1993年7月21日）

「シュプレヒコールに耳を塞いで」、「いつも君がいた」、「君に逢ったのはいつだろう」がアレンジを変えて、再録音されたセルフカバーアルバムが発売された。
- ALFEE GET REQUESTS（CD・2012年7月25日）

## 補足
- デビュー35周年を記念して2009年3月18日に再発売されている。
- 歌詞カードには落書きされたベルリンの壁の写真が掲載されている。